# Йёргенсен, Матиас (футболист, 1990)
Матиас Яттах-Ньие «Занка» Йёргенсен (дат. Mathias Jattah-Njie "Zanka" Jørgensen; род. 23 апреля 1990[…], Копенгаген) — датский футболист, защитник клуба «Лос-Анджелес Гэлакси» и сборной Дании. Полуфиналист чемпионата Европы 2020 года.

## Карьера

### Клубная
Йёргенсен — воспитанник клуба «Б-93», за который он дебютировал в возрасте 16 лет. В июне 2007 года он перешёл в «Копенгаген» после недельного просмотра в лондонском «Арсенале».
В феврале 2012 года Матиас в качестве свободного агента заключил четырёхлетний контракт с нидерландским клубом ПСВ. В июле 2014 года он вернулся в «Копенгаген».
7 июля 2017 года английский «Хаддерсфилд Таун» объявил о заключении трёхлетнего контракта с защитником.
9 сентября 2021 года Занка в качестве свободного агента вернулся в английскую Премьер-лигу, подписав однолетний контракт с клубом «Брентфорд». 18 августа 2022 года подписал с «пчёлами» новый однолетний контракт с опцией продления ещё на один год.
15 августа 2024 года Занка перешёл в бельгийский «Андерлехт», подписав контракт на один сезон.
15 января 2025 года Занка перешёл в американский «Лос-Анджелес Гэлакси», подписав двухлетний контракт до конца сезона 2026. В MLS дебютировал 2 марта в матче против «Ванкувер Уайткэпс».

### Национальная
19 ноября 2008 года Йёргенсен дебютировал за сборную Дании в матче против сборной Уэльса.
Участник «домашнего» для своей сборной молодёжного чемпионата Европы 2011, на котором сыграл 3 матча.

## Статистика

### Матчи Йёргенсена за сборную Дании
| Матчи Йёргенсена за сборную Дании | Матчи Йёргенсена за сборную Дании | Матчи Йёргенсена за сборную Дании | Матчи Йёргенсена за сборную Дании | Матчи Йёргенсена за сборную Дании | Матчи Йёргенсена за сборную Дании |
| --------------------------------- | --------------------------------- | --------------------------------- | --------------------------------- | --------------------------------- | --------------------------------- |
| №                                 | Дата                              | Соперник                          | Счёт                              | Голы Йёргенсена                   | Соревнование                      |
| 1                                 | 19 ноября 2008                    | Уэльс                             | 0:1                               | —                                 | Товарищеский матч                 |
| 2                                 | 17 ноября 2010                    | Чехия                             | 0:0                               | —                                 | Товарищеский матч                 |
| 3                                 | 9 февраля 2011                    | Англия                            | 1:2                               | —                                 | Товарищеский матч                 |
| 4                                 | 26 марта 2011                     | Норвегия                          | 1:1                               | —                                 | Чемпионат Европы 2012 (отбор)     |
| 5                                 | 29 марта 2011                     | Словакия                          | 2:1                               | —                                 | Товарищеский матч                 |
| 6                                 | 10 августа 2011                   | Шотландия                         | 1:2                               | —                                 | Товарищеский матч                 |
| 7                                 | 31 августа 2016                   | Лихтенштейн                       | 5:0                               | —                                 | Товарищеский матч                 |
| 8                                 | 11 октября 2016                   | Черногория                        | 0:1                               | —                                 | Чемпионат мира 2018 (отбор)       |
| 9                                 | 15 ноября 2016                    | Чехия                             | 1:1                               | —                                 | Товарищеский матч                 |
| 10                                | 26 марта 2017                     | Румыния                           | 0:0                               | —                                 | Чемпионат мира 2018 (отбор)       |
| 11                                | 6 июня 2017                       | Германия                          | 1:1                               | —                                 | Товарищеский матч                 |
| 12                                | 22 марта 2018                     | Панама                            | 1:0                               | —                                 | Товарищеский матч                 |
| 13                                | 16 июня 2018                      | Перу                              | 1:0                               | —                                 | Чемпионат мира 2018               |
| 14                                | 26 июня 2018                      | Франция                           | 0:0                               | —                                 | Чемпионат мира 2018               |
| 15                                | 1 июля 2018                       | Хорватия                          | 1:1 (2:3 пен.)                    | 1                                 | Чемпионат мира 2018               |
| 16                                | 9 сентября 2018                   | Уэльс                             | 2:0                               | —                                 | Лига наций УЕФА 2018/2019         |
| 17                                | 13 октября 2018                   | Ирландия                          | 0:0                               | —                                 | Лига наций УЕФА 2018/2019         |
| 18                                | 16 октября 2018                   | Австрия                           | 2:0                               | —                                 | Товарищеский матч                 |
| 19                                | 16 ноября 2018                    | Уэльс                             | 2:1                               | —                                 | Лига наций УЕФА 2018/2019         |
| 20                                | 19 ноября 2018                    | Ирландия                          | 0:0                               | —                                 | Лига наций УЕФА 2018/2019         |
| 21                                | 21 марта 2019                     | Косово                            | 2:2                               | —                                 | Товарищеский матч                 |
| 22                                | 26 марта 2019                     | Швейцария                         | 3:3                               | 1                                 | Чемпионат Европы 2020 (отбор)     |
| 23                                | 10 июня 2019                      | Грузия                            | 5:1                               | —                                 | Чемпионат Европы 2020 (отбор)     |
| 24                                | 5 сентября 2019                   | Гибралтар                         | 6:0                               | —                                 | Чемпионат Европы 2020 (отбор)     |
| 25                                | 12 октября 2019                   | Швейцария                         | 1:0                               | —                                 | Чемпионат Европы 2020 (отбор)     |
| 26                                | 15 октября 2019                   | Люксембург                        | 4:0                               | —                                 | Товарищеский матч                 |
| 27                                | 15 ноября 2019                    | Гибралтар                         | 6:0                               | —                                 | Чемпионат Европы 2020 (отбор)     |
| 28                                | 18 ноября 2019                    | Ирландия                          | 1:1                               | —                                 | Чемпионат Европы 2020 (отбор)     |
| 29                                | 5 сентября 2020                   | Бельгия                           | 0:2                               | —                                 | Лига наций УЕФА 2020/2021         |
| 30                                | 8 сентября 2020                   | Англия                            | 0:0                               | —                                 | Лига наций УЕФА 2020/2021         |
| 31                                | 7 октября 2020                    | Фарерские острова                 | 4:0                               | —                                 | Товарищеский матч                 |
| 32                                | 11 октября 2020                   | Исландия                          | 3:0                               | —                                 | Лига наций УЕФА 2020/2021         |
| 33                                | 14 октября 2020                   | Англия                            | 1:0                               | —                                 | Лига наций УЕФА 2020/2021         |
| 34                                | 11 ноября 2020                    | Швеция                            | 2:0                               | —                                 | Товарищеский матч                 |
| 35                                | 2 июня 2021                       | Германия                          | 1:1                               | —                                 | Товарищеский матч                 |
| 36                                | 19 июня 2023                      | Словения                          | 1:1                               | —                                 | Чемпионат Европы 2024 (отбор)     |

Итого: 36 матчей / 2 гола; 16 побед, 14 ничьих, 6 поражений.

## Достижения
«Копенгаген»
- Чемпион Дании (5): 2008/09, 2009/10, 2010/11, 2015/16, 2016/17
- Обладатель Кубка Дании (5): 2008/09, 2011/12, 2014/15, 2015/16, 2016/17

## Личная жизнь
Йёргенсен — сын датчанки и гамбийца. Встречался с венгерской фотомоделью Энико Михалик.
Прозвище «Занка» он получил в честь персонажа фильма «Крутые виражи» по имени Сэнка (англ. Sanka Coffie).